# Dionysio Meilli
Dionysio Costa Meilli (Salvador, 8 de outubro de 1882 — ?) foi um médico veterinário, farmacêutico e professor universitário brasileiro que se notabilizou por ser o primeiro médico veterinário formado no Brasil.

## Biografia
Nascido em 1882 na cidade do Salvador (Bahia), Dionysio Meilli graduou-se farmacêutico pela Faculdade de Medicina da Bahia (atual UFBA) em 1907.
Em 1913, ele decidiu se mudar para Pernambuco em busca de oportunidades profissionais. Chegando em Olinda, ele se matriculou no recém criado curso de medicina veterinária da Escola Superior de Agricultura e Veterinária de São Bento (atual UFRPE), onde ingressou como portador de diploma universitário anterior. Isto lhe permitiu ser dispensado de várias matérias que haviam sido cursadas anteriormente no curso de farmácia, vindo em 1914 a ter aulas particulares de matérias mais avançadas com os docentes da nova instituição de ensino.
O resultado disso foi que em em 13 de novembro de 1915, Dionysio Meilli se graduou médico veterinário pela olindense Escola Superior de Agricultura e Veterinária de São Bento vindo a se tornar o primeiro médico veterinário formado por uma instituição de ensino superior brasileira.
Após sua graduação, Dionysio permaneceu no campo acadêmico, quando passou a atuar inicialmente como lente catedrático das disciplinas de Farmacologia e Farmacognosia na Escola Superior de Veterinária de Olinda onde havia se formado. Posteriormente, ele assumiu a cadeira de docente de outras disciplinas.
Futuramente, em razão de seus conhecimentos veterinários, Dionysio assimiu cargos públicos relativo à sua profissão, quando se tornou o primeiro Chefe da Fiscalização do Leite e Estábulos da Prefeitura Municipal do Recife, vindo a ocupar cargos similares no governo estadual de Pernambuco.